# Erich Linemayr
Erich Linemayr (Linz, 24 gennaio 1933 – 6 giugno 2016) è stato un arbitro di calcio austriaco.

## Carriera
Proveniente dalla rinomata scuola arbitrale austriaca, Linemayr è stato uno dei più importanti arbitri degli anni Settanta, come testimoniato dal costante impiego nei tornei e nelle finali più prestigiose.
Nominato arbitro nel 1953, nel 1963 arriva il debutto nella Bundesliga austriaca e tre anni più tardi conquista i gradi da internazionale: avrebbe mantenuto tale qualifica per un quindicennio.
Si ricordano, in particolare ed in rapida successione, i seguenti riconoscimenti:
- nel 1973 dirige la finale di andata di Coppa UEFA tra Liverpool e Borussia Mönchengladbach;
- nel 1974, in occasione dei Mondiali di calcio in Germania Ovest, gli vengono affidate Svezia-Uruguay e Germania Ovest-Polonia;
- nel 1977, per la seconda volta, è protagonista della finale di Coppa UEFA, ovvero il ritorno tra Athletic Bilbao e Juventus;
- nel 1978, durante la seconda partecipazione ai Mondiali di calcio, disputatisi in Argentina, arbitra l'incontro Scozia-Olanda ed è soprattutto in scena nella finalissima di Buenos Aires, affiancando l'italiano Sergio Gonella in qualità di guardalinee (l'altro collaboratore era l'uruguayano Ramon Barreto);
- nel 1979 raggiunge l'apice della carriera con la direzione della finale del torneo per club più ambito, la Coppa dei Campioni, tra Nottingham Forest e Malmö FF;
- nel 1980, agli Europei di calcio in Italia, gli toccano prima Spagna-Inghilterra e poi la finale per il terzo e quarto posto tra Italia-Cecoslovacchia;
- infine la sua carriera si chiude nel 1981, dirigendo la finale del Mundialito per nazioni, il trofeo organizzato dalla Federazione uruguayana e destinato alle Nazionali vincitrici di una Coppa del Mondo (l'Inghilterra, contraria al regime autoritario appena insediatosi in Uruguay con un colpo di Stato, rinunciò a favore dell'Olanda). La finale fu Uruguay-Brasile. Nello stesso torneo diresse anche la sfida fra Brasile e Argentina.
Vanta anche ben quattro semifinali in Coppa dei Campioni (nel 1971, 1972, 1975 e 1976) e due semifinali in Coppa delle Coppe (nel 1974 e nel 1980).
Nel 1985 la FIFA gli conferisce il prestigioso "FIFA Special Award".
Di professione è stato operaio in una fabbrica di coloranti, ed in gioventù era stato campione locale in alcune distanze del mezzofondo.